# Louis Mandrin

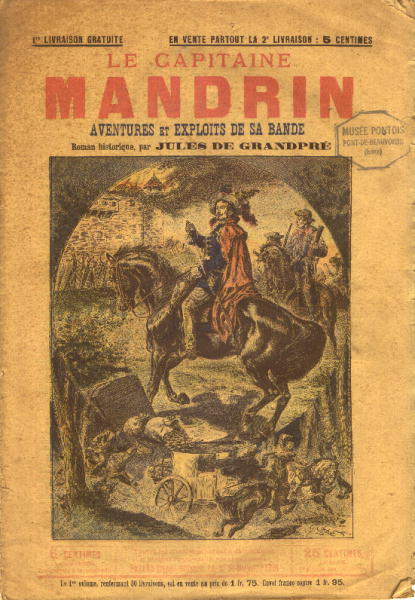
Louis Mandrin, kapitein van een bende rovers

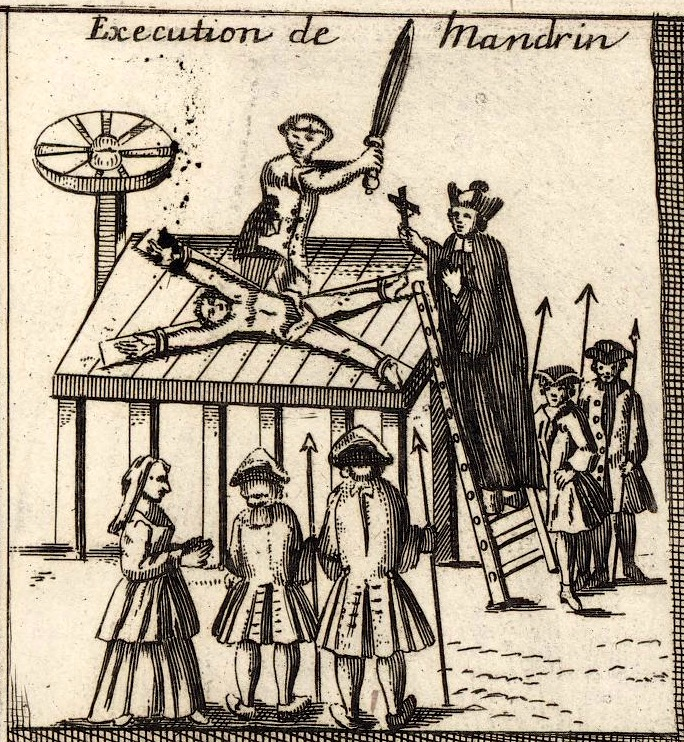
Mandrin geradbraakt in Valence

Louis Mandrin (Saint-Etienne-de-Saint-Geoirs, 11 februari 1725 – Valence, 26 mei 1755) was een roverhoofdman en smokkelaar in het koninkrijk Frankrijk.

## Levensloop
Mandrin groeide op Saint-Etienne-de-Saint-Geoirs. Zijn familie was verpauperd. Mandrin was de oudste van vele kinderen voor wie hij de zorg had. In deze tijd, het ancien régime, was er een extra belastingdienst opgericht. Deze dienst werd Ferme générale genoemd. De belastingpachters, de Fermiers généraux, hieven de belastingen bij handelaars in zout, tabak, lucifers en voedingsmiddelen en hun agenten gebruikten soms brute methoden. Mandrin ontwikkelde een haat tegen hen toen een jonge broer van hem terecht stond wegens diefstal. Mandrin vond levensmiddelen voor zijn familie door te stelen.
Op 1754 verklaarde hij de oorlog tegen de Fermiers généraux. Mandrin was toen 29 jaar. Hij overviel de belastingkantoren nadat hij een bende rovers rond zich verzameld had. De rovers hielden zich verder bezig met smokkel en diefstal. Deze activiteiten werden op korte tijd grootschalig. De smokkelaars van zout en tabak deden er alles aan om uit het zicht van de Fermiers généraux te blijven. Wat later hadden er zich 6.000 vrijbuiters aangesloten bij Mandrin. De meesten van hen waren afkomstig van het buurland Savoye, provincie van het koninkrijk Piëmont-Sardinië. De rovers trokken rond door de provincie Dauphiné van het koninkrijk Frankrijk, door Savoye en door het kanton Genève. In Savoye hadden de troepen van Mandrin grote opslagschuren met smokkelwaar en wapens. Mandrin leefde op grote voet in Savoye, tot tevredenheid van de lokale inwoners. 
In Frankrijk verkochten de rovers van Mandrin hun waren onder de prijs, want ze ontliepen de taksen. Dit maakte de handelswaar van Mandrin aantrekkelijk voor Franse klanten.
De overvallen op de kantoren van de Fermiers généraux werden echte operaties in commandostijl (1754-1755). Dezen laatsten riepen de hulp van het leger in. Twee regimenten gingen achter Mandrin aan.
In 1755 had Mandrin zich met zijn luitenanten teruggetrokken in Savoye na de zoveelste rooftocht in Frankrijk. Franse soldaten en agenten van de Fermiers généraux trokken Savoye binnen, zonder dit aan de koning van Piëmont-Sardinië, Karel Emanuel III , te melden. De Fransen arresteerden Mandrin in het kasteel van Rochefort (Savoie). Karel Emanuel III eiste van koning Lodewijk XV van Frankrijk de overdracht van de gevangen Mandrin. Lodewijk XV stemde hiermee in. Maar de agenten van de Fermiers généraux waren sneller dan dat: zij sleepten Mandrin naar Frankrijk. Daar verbleef Mandrin in de gevangenis van Valence, in de Dauphiné. Op 24 mei 1755 veroordeelde een rechtbank van Valence hem tot de dood. Mandrin werd geradbraakt op de Place des Clercs op 26 mei 1755.

## Nadien
De avonturen van Louis Mandrin gaven aanleiding tot boeken, stripverhalen, televisiefeuilletons en films.
In Malataverne werd de Mandringrot, een archeologische vindplaats, naar hem vernoemd.